# 대구경북과학기술원
재단법인 대구경북과학기술원(大邱慶北科學技術院, Daegu Gyeongbuk Institute of Science and Technology)은 2003년 12월 11일 제정된 대구경북과학기술원법(법률 제699호)에 따라 설립된 과학기술정보통신부 산하 기타공공기관이다. 약칭은 DGIST이다.
2004년 국책연구기관으로 출범한 DGIST는 2011년 대학원 석박사 과정을 개설했고, 2014년 학부과정을 개설해 교육을 시작했다.

## 설립 목적
DGIST(대구경북과학기술원)는 첨단과학기술의 혁신을 선도할 고급과학기술인재를 양성하고 지역산업의 기술적 발전 및 경쟁력 향상을 위하여 지식기반산업 및 첨단과학분야를 연구개발하고 그 성과를 보급함으로써 지역균형발전과 국가과학기술발전에 이바지함을 목적으로 한다.

## 연혁
- 2003년 12월 11일 대구경북과학기술연구원법 제정(법률 제 6996호,2003년 12월 11일)
- 2004년 9월 7일 재단법인 설립 등기
- 2008년 6월 13일 대구경북과학기술원법 공포(법률 제 9108호)
- 2011년 12월 14일 DGIST 부설 한국뇌연구원 설립
- 2012년 7월 16일 DGIST-LBNL공동연구센터 개소
- 2012년 10월 8일 기초과학연구원 식물노화·수명연구단 유치
- 2012년 10월 30일 CPS(사이버물리시스템)글로벌센터 개소
- 2013년 6월 11일 웰니스융합연구센터 개소
- 2013년 10월 25일 뇌대사체학 연구센터 개소
- 2015년 4월 1일 DGIST 융합연구원 설립(DGIST 연구본부에서 융합연구원으로 승격 개편)

### 역대 총장

#### 원장
- 2004년 9월 3일 제1대 정규석 원장 취임
- 2007년 9월 3일 제2대 이인선 원장 취임

#### 총장
- 2011년 2월 25일 신성철 초대총장 취임
- 2015년 2월 26일 신성철 2대 총장
- 2017년 3월 22일 손상혁 3대 총장 취임
- 2019년 4월 1일 국양 4대 총장 취임
- 2023년 12월 1일 이건우 5대 총장 취임

## 교육과정

### 학사 과정
융복합대학 기초학부 하나만을 두고 있다.

### 석·박사 과정
2020년 8월 현재 총 6개의 전공을 중심으로 운영되고 있다.

## 학술 대회

### DGIF
DGIF(DGIST Global Innovation Festival, DGIST 글로벌 이노베이션 페스티벌)의 약자로, DGIST(대구경북과학기술원)에서 2012년부터 매년 개최하는 과학기술분야 국제 종합 학술대회이다. DGIST의 여섯 개 특성화 분야인 신물질과학, 정보통신융합, 의료로봇, 그린에너지, 뇌과학, 뉴바이올로지 분야의 국내외 최정상급 연구자와 산업계 인사들, 교육자들이 모여 과학기술의 새로운 연구 동향을 공유하며 발전 방향을 모색하는 학술대회이다.
2012년 대구 EXCO에서 열린 첫 학술대회에 1,000여명의 국내외 최정상급 연구자와 산업계 인사들, 교육자들이 참가하였다. 2014년부터 행사 장소를 준공 완료된 DGIST 학사캠퍼스로 옮겨 그 해 12월에 개최하였다. DGIST 6개 특성화 분야의 최신 연구 및 기술 성과 공유를 통해 글로벌 연구 수월성 제고 및 공동연구 확대 계기 마련하며, 학술 정보 습득과 교환, 글로벌 네트워크 확장, 지역산업 활성화, 과학 대중화 기여에 개최 목적을 두고 있다.

## 연혁
- 2012년 12월 6일~7 / 대구 EXCO 제1회 DGIF 개최
- 2013년 11월 21일~22 / 대구 EXCO 제2회 DGIF 개최
- 2014년 11월 20일~21 / 대구 DGIST 학사캠퍼스 제3회 DGIF 개최

## 조직
DGIF는 DGIST(대구경북과학기술원)에 조직위원회를 두고 있다.

## 같이 보기
- KAIST
- GIST
- UNIST
- POSTECH